# Pigi (Messinia)
Pigi este un oraș în Grecia în prefectura Messinia.